# Франция на летних Олимпийских играх 1952
На летних Олимпийских играх 1952 года Францию представляло 245 спортсменов (214 мужчин, 31 женщина). Они завоевали 6 золотых, 6 серебряных и 6 бронзовых медали, что вывело сборную на 7-е место в неофициальном командном зачёте.

## Медалисты
| Медаль  | Спортсмен                                                                         | Вид спорта                  | Дисциплина                               |
| ------- | --------------------------------------------------------------------------------- | --------------------------- | ---------------------------------------- |
| Золото  | Жорж Тюрлье Жан Лоде                                                              | Гребля на байдарках и каноэ | Мужчины, каноэ-двойки, 10 000 м          |
| Золото  | Пьер-Жонкьер д’Ориола                                                             | Конный спорт                | Конкур, личное первенство                |
| Золото  | Кристиан д’Ориола                                                                 | Фехтование                  | Мужчины, рапира, личное первенство       |
| Золото  | Кристиан д’Ориола Жак Латаст Жеан де Бюан Клод Неттер Жак Ноэль Адриен Роммель    | Фехтование                  | Мужчины, рапира, командное первенство    |
| Золото  | Раймон Салль Гастон Мерсье Бернар Маливуар                                        | Академическая гребля        | Мужчины, двойки распашные с рулевым      |
| Золото  | Жан Буатё                                                                         | Плавание                    | Мужчины, 400 м вольным стилем            |
| Серебро | Ален Мимун                                                                        | Лёгкая атлетика             | Мужчины, 5.000 м                         |
| Серебро | Ален Мимун                                                                        | Лёгкая атлетика             | Мужчины, 10.000 м                        |
| Серебро | Маделен Моро                                                                      | Прыжки в воду               | Женщины, трамплин 3 м                    |
| Серебро | Ги Лефран                                                                         | Конный спорт                | Троеборье, личное первенство             |
| Серебро | Пьер Блондьо Жан-Жак Гиссар Марк Буассу Роже Готье                                | Академическая гребля        | Мужчины, четвёрки распашные без рулевых  |
| Серебро | Жильбер Бозон                                                                     | Плавание                    | Мужчины, 100 м на спине                  |
| Бронза  | Жозеф Вентажа                                                                     | Бокс                        | Мужчины, до 57 кг                        |
| Бронза  | Луи Гантуа                                                                        | Гребля на байдарках и каноэ | Мужчины, байдарки-одиночки, 1000 м       |
| Бронза  | Жак Анкетиль Клод Руэ Альфред Тонелло                                             | Велоспорт                   | Мужчины, командная гонка по шоссе        |
| Бронза  | Андре Жуссом                                                                      | Конный спорт                | Выездка, личное первенство               |
| Бронза  | Морис Пьо Жак Лефевр Бернар Морель Жан Ларуайян Жан-Франсуа Турнон Жан Левавассёр | Фехтование                  | Мужчины, сабля, командное первенство     |
| Бронза  | Жозеф Бернардо Альдо Эминент Александр Жани Жан Буатё                             | Плавание                    | Мужчины, эстафета 4×200 м вольным стилем |

## Результаты соревнований

### Академическая гребля
Соревнования в академической гребле на Играх 1952 года проходили с 20 по 23 июля. В следующий раунд из каждого заезда проходили несколько лучших экипажей (в зависимости от дисциплины). Впервые с 1928 года для проигравших в полуфинале спортсменов был введён ещё один отборочный заезд. В финал A выходили 5 сильнейших экипажей.
Мужчины
| Соревнование | Спортсмены               | Предварительный заезд | Предварительный заезд | Предварительный заезд | 1-й отборочный заезд | 1-й отборочный заезд | 1-й отборочный заезд | Полуфинал            | Полуфинал            | Полуфинал            | 2-й отборочный заезд | 2-й отборочный заезд | 2-й отборочный заезд | Финал                | Финал                |
| Соревнование | Спортсмены               | Заезд                 | Время                 | Место                 | Заезд                | Время                | Место                | Заезд                | Время                | Место                | Заезд                | Время                | Место                | Время                | Место                |
| ------------ | ------------------------ | --------------------- | --------------------- | --------------------- | -------------------- | -------------------- | -------------------- | -------------------- | -------------------- | -------------------- | -------------------- | -------------------- | -------------------- | -------------------- | -------------------- |
| одиночки     | Анри Бютель              | 4                     | 8:00,4                | 3                     | 2                    | 7:41,2               | 2                    | завершил выступление | завершил выступление | завершил выступление | завершил выступление | завершил выступление | завершил выступление | завершил выступление | завершил выступление |
| двойки       | Жан-Пьер Суш Рене Гиссар | 4                     | 7:57,9                | 2 Q                   | не участвовали       | не участвовали       | не участвовали       | 1                    | 7:54,7               | 3                    | 3                    | 7:57,1               | 1 Q                  | 8:48,8               | 5                    |